# Кальдоно
Кальдоно (исп. Caldono) — город и муниципалитет на юго-западе Колумбии, на территории департамента Каука. Входит в состав Восточной провинции.

## История
Поселение, из которого позднее вырос город, было основано 15 февраля 1730 года. Муниципалитет Кальдоно был выделен в отдельную административную единицу в 1999 году.

## Географическое положение
Город расположен в восточной части департамента, в горной местности Центральной Кордильеры, на расстоянии приблизительно 34 километров к северо-востоку от города Попаян, административного центра департамента. Абсолютная высота — 1704 метра над уровнем моря.
Муниципалитет Кальдоно граничит на севере с территорией муниципалитета Сантандер-де-Киличао, на северо-западе — с муниципалитетом Буэнос-Айрес, на западе — с муниципалитетами Моралес и Пьендамо, на юге — с муниципалитетом Сильвия, на востоке — с муниципалитетом Хамбало. Площадь муниципалитета составляет 379,98 км².

## Население
По данным Национального административного департамента статистики Колумбии, совокупная численность населения города и муниципалитета в 2015 году составляла 33 122 человека.
Динамика численности населения муниципалитета по годам:
| 2005   | 2006   | 2007   | 2008   | 2009   | 2010   | 2011   | 2012   | 2013   | 2014   | 2015   |
| ------ | ------ | ------ | ------ | ------ | ------ | ------ | ------ | ------ | ------ | ------ |
| 30 906 | 31 121 | 31 294 | 31 477 | 31 676 | 31 886 | 32 115 | 32 365 | 32 613 | 32 863 | 33 122 |

Согласно данным переписи 2005 года мужчины составляли 51,7 % от населения Кальдоно, женщины — соответственно 48,3 %. В расовом отношении индейцы составляли 70,6 % от населения города; белые и метисы — 28,9 %; негры, мулаты и райсальцы— 0,5 %.
Уровень грамотности среди всего населения составлял 80,3 %.

## Экономика
Основу экономики Кальдоно составляет сельское хозяйство.
64,3 % от общего числа городских и муниципальных предприятий составляют предприятия торговой сферы, 22,7 % — предприятия сферы обслуживания, 11,8 % — промышленные предприятия, 1,2 % — предприятия иных отраслей экономики.